# Belle Prairie City
Belle Prairie City és una població dels Estats Units a l'estat d'Illinois. Segons el cens del 2000 tenia 60 habitants.

## Demografia
Segons el cens del 2000, Belle Prairie City tenia 60 habitants, 24 habitatges, i 19 famílies. La densitat de població era de 51,5 habitants/km².
Dels 24 habitatges en un 41,7% hi vivien nens de menys de 18 anys, en un 66,7% hi vivien parelles casades, en un 4,2% dones solteres, i en un 20,8% no eren unitats familiars. En el 20,8% dels habitatges hi vivien persones soles el 16,7% de les quals corresponia a persones de 65 anys o més que vivien soles. El nombre mitjà de persones vivint en cada habitatge era de 2,5 i el nombre mitjà de persones que vivien en cada família era de 2,89.
Per edats la població es repartia de la següent manera: un 25% tenia menys de 18 anys, un 6,7% entre 18 i 24, un 25% entre 25 i 44, un 28,3% de 45 a 60 i un 15% 65 anys o més.
L'edat mediana era de 38 anys. Per cada 100 dones de 18 o més anys hi havia 114,3 homes.
La renda mediana per habitatge era de 37.031 $ i la renda mediana per família de 37.344 $. Els homes tenien una renda mediana de 35.000 $ mentre que les dones 22.083 $. La renda per capita de la població era de 19.528 $. Cap de les famílies estaven per davall del llindar de pobresa.

## Poblacions més properes
El següent diagrama mostra les poblacions més properes.